# 1947 v loďstvech
Tento článek obsahuje významné události v oblasti loďstev v roce 1947.

## Lodě vstoupivší do služby
- 9. února –  USS Wright (CVL-49) – letadlová loď třídy Saipan
- na konci srpna byla slavnostně spuštěna na vodu loď  Veveří a ihned se zapojila do běžného provozu lodní dopravy na Brněnské přehradě.
- 1. října –  USS Coral Sea (CV-43) – letadlová loď třídy Midway
- 17. října –  Tre Kronor – protiletadlový křižník třídy Tre Kronor
- 15. prosince –  Göta Lejon – protiletadlový křižník třídy Tre Kronor
- ? –  Achille Lauro – osobní loď